# Pilea troyensis
Pilea troyensis är en nässelväxtart som beskrevs av Fawcett och Rendle. Pilea troyensis ingår i släktet pileor, och familjen nässelväxter. Inga underarter finns listade i Catalogue of Life.